# Дом старухи-процентщицы
Дом старухи-процентщицы — жилое здание в Санкт-Петербурге, расположенное на набережной канала Грибоедова, где, согласно литературно-краеведческим исследованиям, проживала убитая Родионом Раскольниковым героиня романа «Преступление и наказание» Ф. М. Достоевского Алёна Ивановна, занимавшаяся ростовщичеством. Адрес старухи-процентщицы — предмет многолетних поисков и дискуссий исследователей топографии романа. С 1920-х годов по настоящее время выдвигаются разные версии местонахождения дома, наиболее соответствующим описанному в романе большинство исследователей считают выходящее на три улицы жилое здание, расположенное по адресу: набережная канала Грибоедова, 104 / проспект Римского-Корсакова, 25 / Средняя Подьяческая улица, 15 (исторический адрес: Екатерининский канал, 102 / Екатерингофский проспект, 25 / Средняя Подьяческая, 15). По другим версиям, героиня романа могла проживать в угловом доме на улице Казанская, 26 / канал Грибоедова, 51 (исторический адрес: Большая Мещанская, 26 / Екатерининский канал, 49 / Гороховая улица, 27); Казанская, 60 / Фонарный переулок,18 / канал Грибоедова, 83 (исторический адрес: Большая Мещанская, 62 / Фонарный переулок, 18 / Екатерининский канал, 85).
Разыскания, связанные с домом старухи-процентщицы и другими обозначенными в романе литературными адресами, послужили предметом дискуссий исследователей о специфике художественной топографии в петербургской прозе Достоевского.

## Дом и окрестности в романе «Преступление и наказание»

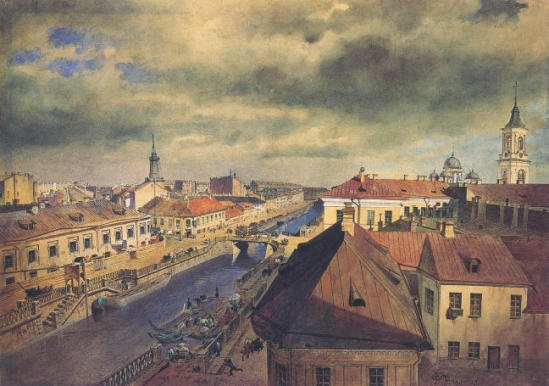
Ф. Ф. Баганц. Екатерининский канал. Акварель. Начало 1860-х годов

Из 1-й главы первой части романа известно, что дом старухи-процентщицы Алёны Ивановны — «крошечной, сухой старушонки, лет шестидесяти, с вострыми и злыми глазками, с маленьким вострым носом» — располагался на пересечении набережной «канавы» и некой улицы, был с двумя дворами и двумя воротами, находился на расстоянии 730 шагов от дома Раскольникова в С—м переулке; по меркам середины 1860-х годов здание считалось «преогромнейшим». В 4-й главе второй части указано, что «напротив того самого дома» находилась распивочная, содержателем которой был «некто крестьянин Душкин».
Квартира героини — «с геранями и кисейными занавесками на окнах», «тёмной прихожей, разгороженной перегородкой, за которой была крошечная кухня» и «крошечной комнатой, где стояли старухина постель и комод» — находилась на четвёртом этаже, вход на лестницу «сейчас из ворот направо» (ч. I, гл. 1, 6)
Главный герой романа Родион Раскольников побывал там трижды: первый раз ходил «делать пробу своему предприятию», второй — осуществлять «само дело», и третий — после убийства, когда «неотразимое и неизъяснимое желание повлекло его» к «тому дому».

С замиранием сердца и нервною дрожью подошёл он к преогромнейшему дому, выходившему одною стеной на канаву, а другою в —ю улицу. Этот дом стоял весь в мелких квартирах и заселён был всякими промышленниками — портными, слесарями, кухарками, разными немцами, девицами, живущими от себя, мелким чиновничеством и проч. Входящие и выходящие так и шмыгали под обоими воротами и на обоих дворах дома. Тут служили три или четыре дворника. Молодой человек <…> неприметно проскользнул сейчас же из ворот направо на лестницу. Лестница была тёмная и узкая… «Если о сю пору я так боюсь, что же было бы, если б и действительно как-нибудь случилось до самого дела дойти?..» — подумал он невольно, проходя в четвёртый этаж.
— Ф. М. Достоевский. Преступление и наказание. Ч. I, гл. 1

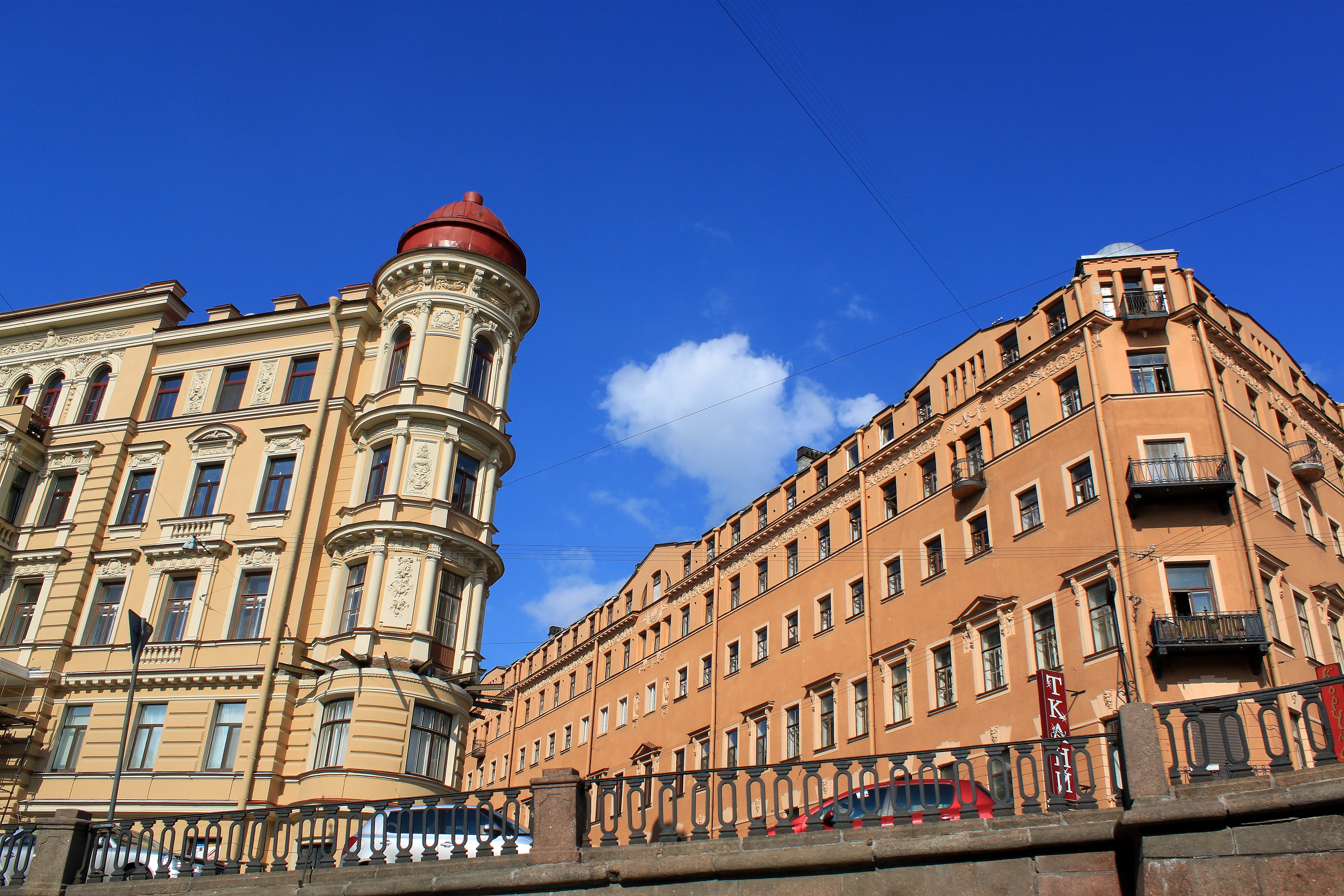
Угол Столярного переулка и набережной канала Грибоедова у Кокушкина моста. 2017 год

Первые два маршрута начинались от дома героя в С—м переулке: идя «делать пробу», герой направился к К—ну мосту, отправляясь на убийство, сделал «крюк», пройдя «мимо Юсупова сада», чтобы «подойти к дому в обход с другой стороны». Третий раз путь пролегал от —ского моста, «в двух шагах» от которого находилась «контора», куда «надо было идти всё прямо и при втором повороте взять влево», но «дойдя до первого поворота, он остановился, подумал, поворотил в переулок и пошёл обходом, через две улицы…» (ч. II, гл. 6).
Согласно расшифровкам использующихся в «Преступлении и наказании» сокращённых названий, сделанным в 1907 году А. Г. Достоевской, обозначение «С—й переулок» означает Столярный переулок, «К—н мост» — Кокушкин мост, «В—й проспект» — Вознесенский проспект, «—ский мост» — Вознесенский мост. Обозначение «канава» соответствует Екатерининскому каналу.

## Топографические версии
К середине девятнадцатого столетия отражающий и отражение сливаются воедино: русская литература сравнялась с действительностью до такой степени, что когда теперь думаешь о Санкт-Петербурге, невозможно отличить выдуманное от доподлинно существовавшего.
 <…> Современный гид покажет Вам здание Третьего отделения, где судили Достоевского, но также и дом, где персонаж Достоевского, Раскольников зарубил старуху-процентщицу.
По наблюдению Д. С. Лихачёва, многочисленные указания Достоевского на детали маршрутов героев (повороты и переходы, количество шагов и ступенек) — причина «внутренне необходимых» читателю для «полноты художественного впечатления» поисков домов его персонажей: возникающая «иллюзия реальности от каждого из этих шатко указываемых адресов поразительна».
Адрес старухи-процентщицы — предмет многолетних поисков и дискуссий исследователей топографии романа Достоевского. Существует несколько версий местожительства героини, все они тем или иным образом вступают в противоречие с различными деталями описания дома, топографическими указаниями в романе или петербургскими реалиями середины 1860-х годов.
Начало разысканий было положено, предположительно, историком и краеведом Н. П. Анциферовым в книге «Петербург Достоевского» (1923), где исследователь предполагал и отвергал разные варианты, соответствующие одним, но противоречащие другим указаниям в тексте романа. В работе рассматривались варианты расположения дома на пересечении Садовой улицы и канала Грибоедова, Екатерингофского проспекта и канала — по выводам Анциферова, там «ничего подходящего найти нельзя»; затем дом «на левом углу Садовой и Никольского переулка» и перестроенный «большой с новым фасадом» дом напротив. Указывая на расплывчатость изложения наблюдений Анциферова, исследователь творчества Достоевского Б. Н. Тихомиров уточняет последние варианты следующим образом: Садовая, 60 / Никольский переулок, 2 / Большая Подьяческая, 33; Набережная канала Грибоедова, 118 / Садовая, 65 / Большая Подьяческая, 31. Выявленные в ходе поисков дома Анциферов назвал «типологическими» — согласно его утверждению, независимо от наличия сомнений в том, что Достоевский описывал именно эти здания, «типичность их для описываемой эпохи… сохраняет своё значение».
С конца 1950-х годов «общепризнанным» — вызывающим «наименьшее количество разногласий и споров» исследователей — адресом Алёны Ивановны считается набережная канала Грибоедова, 104 / проспект Римского-Корсакова, 25 / Средняя Подьяческая улица, 15 (исторический адрес: набережная Екатерининского канала, 102 / Екатерингофский проспект, 25 / Средняя Подьяческая, 15). Версия принадлежит литературоведу В. Е. Холшевникову, была опубликована в 1959 году в сборнике «Литературные памятные места Ленинграда», впоследствии получила распространение в других публикациях, вошла в маршруты экскурсий по городу . Вместе с тем достоеведами было отмечено несколько противоречий этого адреса городским реалиям времени действия романа, первым на них указал Б. В. Федоренко.Тем не менее, дом считается наиболее соответствующим изображённому в романе зданию, и несмотря на наличие некоторых несовпадений, эта версия рассматривается большинством исследователей как «предпочтительная».
В разные годы исследователями предпринимались поиски «непротиворечивого», соответствующего всем указаниям в романе и петербургским реалиям 1860-х годов, месторасположения дома старухи-процентщицы. В 1970-х годах традиционная версия была подвергнута кардинальному пересмотру первым директором Литературно-мемориального музея Ф. М. Достоевского Б. Ф. Федоренко. Основываясь на указаниях в тексте романа на проживание убийцы и жертвы в одной полицейской части города, исследователь предпринял поиски здания на правой (нечётной) стороне канала, где находится дом Раскольникова. По этой гипотезе процентщица проживала в доме между Большой Мещанской улицей и каналом. Номер дома Б. В. Федоренко не был указан, согласно выводам Б. Н. Тихомирова, по логике данной версии речь может идти «только» о доме по адресу: Екатерининский канал, 49 / Большая Мещанская, 26 / Гороховая, 27 (современный адрес: набережная канала Грибоедова, 51 / Казанская, 26), владелицей которого в 1860-х годах была Анна Брунст. По анализу исследователей XXI века, версия Б. В. Федоренко в свою очередь содержит ряд несоответствий с маршрутами Раскольникова.
В 2016 году научным сотрудником Библиотеки Российской академии наук Ю. А. Дунаевой была выдвинута основанная на указании на проживание героев в границах одной полицейской части и архивных разысканиях другая версия местожительства Алёны Ивановны — разноэтажный дом, в 1860-х годах принадлежавший статской советнице С. К. Пащенко и находившийся по адресу: улица Казанская, 60 / Фонарный переулок, 18 / набережная канала Грибоедова, 83 (исторический адрес: Большая Мещанская, 62 / Фонарный переулок, 18 / Екатерининский канал, 85). Здание снесено в начале XX века, в 1911—1912 годах на его месте был построен новый доходный дом. По мнению Б. Н. Тихомирова, версия содержит ряд искусственных допущений, восстановленный исследовательницей по архивным материалам исторический облик дома также имеет противоречия с описанным в романе зданием и маршрутами Раскольникова.
| Время появления версии. Автор | Исторический адрес. Домовладелец | Современный адрес. Состояние | Несоответствие указаниям в романе | Несоответствие петербургским реалиям 1860-х | Прим.                       |
| ----------------------------- | --- | --- | --- | --- | --------------------------- |
| 1923. Н. П. Анциферов         | Не указаны | Садовая, 60 / Большая Подьяческая, 33 / Никольский переулок, 2. Дом сохранился, частично перестроен.                                                                                        | В источниках не рассматриваются ввиду несоответствия историческим реалиям                                                                    | Дом построен в 1870—1871 годах, во время действия романа (1865) на этом месте находилось другое, двухэтажное здание | [ 43 ] [ 44 ]               |
| 1923. Н. П. Анциферов         | Не указан. И. Зайцевский | Набережная канала Грибоедова, 118 / Садовая, 65 / Большая Подьяческая, 31. Дом сохранился, перестроен                                                                                       | Несоответствие расстоянию от дома Раскольникова (вдвое больше 730 шагов)                                                                     | Несоответствие пути Раскольникова к месту преступления (герой делал «крюк», направляясь «мимо Юсупова сада», чтобы «подойти к дому в обход с другой стороны», — от дома Раскольникова до данного дома это кратчайший путь) | [ 17 ] [ 45 ]               |
| 1959. В. Е. Холшевников       | Набережная Екатерининского канала, 102 / Екатерингофский проспект, 25 / Средняя Подьяческая, 15. Честноков (1862), Коновалов (1867) | Набережная канала Грибоедова, 104 / проспект Римского-Корсакова, 25 / Средняя Подьяческая улица, 15. Дом сохранился (в начале XX века надстроены мансарда и седьмой этаж, в 1910 разобраны) | Несоответствие маршруту Раскольникова после убийства (отсутствие в окрестностях переулка, в который сворачивает герой, выходя из ворот дома) | Несоответствие расположению домов героев в границах одной полицейской части | [ 33 ] [ 35 ] [ 36 ] [ 34 ] |
| 1974. Б. В. Федоренко         | Большая Мещанская, 26 / Екатерининский канал, 49 / Гороховая улица, 27. А. Брунст                                                   | Казанская, 26 / набережная канала Грибоедова, 51 / Гороховая улица, 27. Дом сохранился | Несоответствие взаиморасположения дома с «конторой квартального надзирателя»                                                                 | Несоответствие пути Раскольникова для совершения «пробы» (прямой путь от дома героя к этому дому пролегает по Большой Мещанской, направляясь к Кокушкину мосту, он движется в противоположном направлении) Несоответствие пути Раскольникова к месту преступления (путь от Столярного переулка к данному дому «мимо Юсупова сада» — движение не «в обход», а в противоположном направлении от цели, что маловероятно при том, что у героя мало времени и существует более удобный обходной путь для подхода к дому «с другой стороны») | [ 6 ] [ 38 ] [ 46 ] [ 34 ]  |
| 2016. Ю. А. Дунаева           | Большая Мещанская, 62 / Фонарный переулок, 18 / Екатерининский канал, 85. С. К. Пащенко                                             | Улица Казанская, 60 / Фонарный переулок,18 / набережная канала Грибоедова, 83. Дом не сохранился (снесён в начале XX века, в 1911—1912 годах на этом месте построено новое здание)          | Несоответствие описанию дома (один, а не два двора, расположение парадной слева, а не справа от ворот)                                       | Несоответствия с несколькими маршрутами Раскольникова (путь на убийство и др.) | [ 8 ] [ 42 ]                |

## Основная версия: канал Грибоедова, 104/25

### История дома

#### XVIII—XX века
В 1799 году угловой участок был приобретён фабрикантом Иваном Вальхом у жены архитектора Джакомо Тромбара (итал. Giacomo Trombara). В 1800 году на участке был построен доходный дом с двумя дворами (на пересечении проспекта Римского-Корсакова (до 1923 — Екатерингофского), набережной канала Грибоедова (до 1923 — Екатерининского) и Средней Подьяческой улицы (до 1821 — Малой Подьяческой)). С ноября 1816 по август 1818 года в доме жил А. С. Грибоедов, в гостях у которого бывали декабристы. «Квартира у меня славная; как приедешь, прямо у меня остановись, на Екатер<ининском> канале у Харламова мосту, угольный дом Валька», — писал Грибоедов С. Н. Бегичеву 9 ноября 1816 года. Во времена Грибоедова дом был двухэтажным, каменным, с высоким полуподвалом и двухэтажными флигелями во дворе. По свидетельству С. Н. Бегичева, в «угольном доме Валька» был составлен план и написаны первые сцены комедии «Горе от ума».
В 1833 году владельцем дома был губернский секретарь Н. И. Эрнс, по проекту архитектора А. И. Лидерица осуществивший надстройку внешних корпусов до четырёх (со стороны Средней Подьяческой — пяти) этажей и сменивший двухэтажные флигели во дворах трёхэтажными. В середине XIX века доходный дом приобрела у наследников Эрнса жена действительного статского советника Н. П. Гербаневская. Впоследствии владельцы дома менялись, в 1860-е годы (время действия романа «Преступление и наказание») дом принадлежал Честнокову, затем Коновалову. В 1902 году владельцем стал инженер-строитель Н. И. Полешко, спроектировавший и надстроивший выходящую на канал часть до семи этажей и добавивший зданию мансарду. В 1910 году мансарду и седьмой этаж пришлось разобрать, поскольку стены и перекрытия здания не выдерживали нагрузки. Основа здания и стены нижних этажей сохранились со времён Грибоедова.

#### XXI век
В 2001 году Комитет по государственному контролю, использованию и охране памятников истории и культуры Санкт-Петербурга включил дом в «Перечень вновь выявленных объектов, представляющих историческую, научную, художественную или иную культурную ценность» (№ 85), в 2009-м — в Единый государственный реестр объектов культурного наследия
(памятников истории и культуры) народов Российской Федерации (№ 59).
Дом включён в экскурсионные программы по городу, но создание музея в нём не планируется. На фасаде со стороны Средней Подьяческой улицы установлена мемориальная доска с информацией об охранном статусе дома и о том, что в нём жил А. С. Грибоедов.

### Соответствия и противоречия

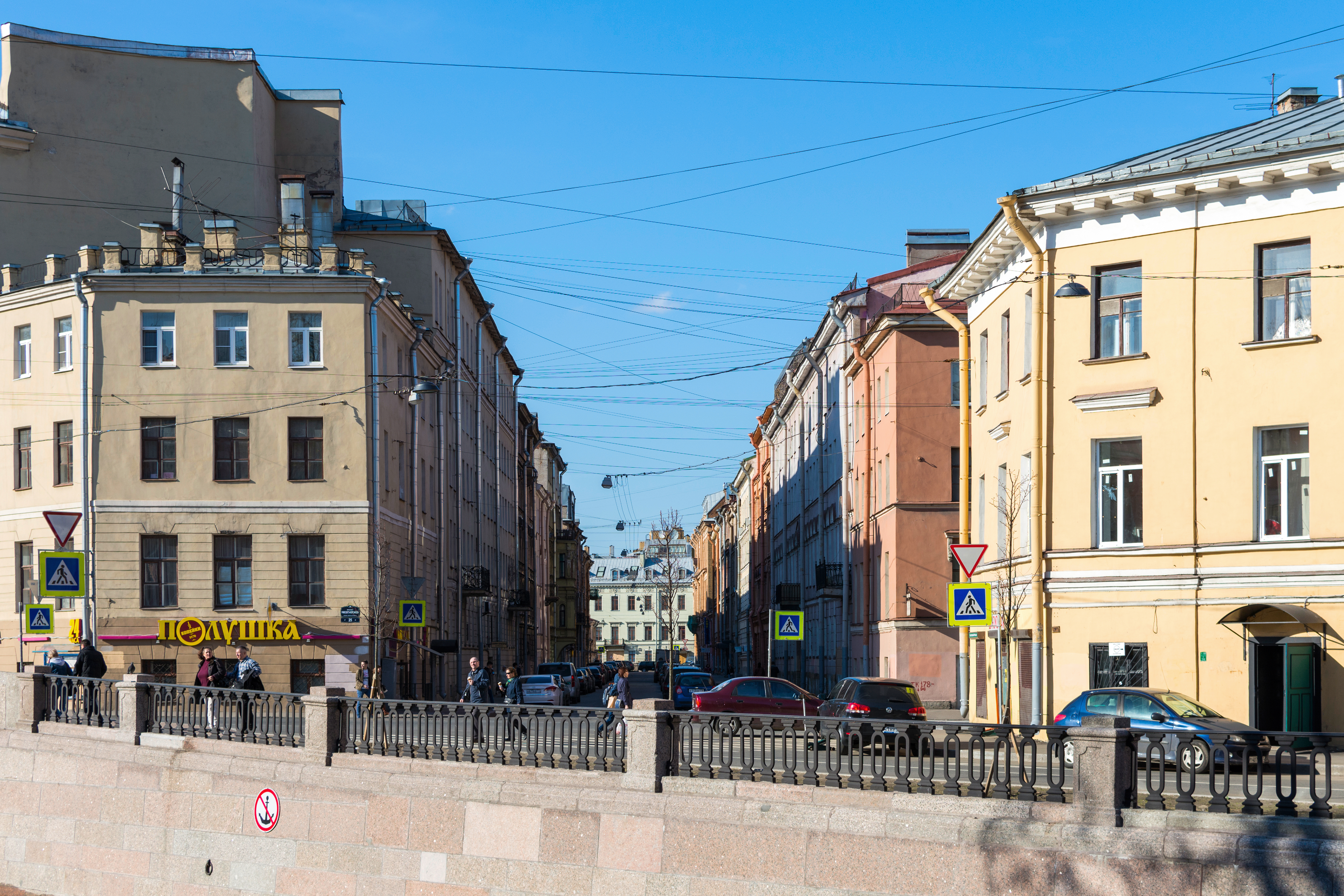
Дом со стороны канала Грибоедова, справа — Средняя Подьяческая улица

Здание соответствует описанному в романе дому расположением на углу набережной канала Грибоедова и улицы, общим обликом, размером и конфигурацией: в нём так же имеются два двора и двое ворот. Соответствует указанию в романе и наличие напротив дома распивочной (ч. II, гл. 4) — в середине 1860-х годов данное заведение, содержателем которого был трактирщик Дмитрий Блесткин, находилось напротив этого дома, на Средней Подьяческой, 14.
Оговоренному в романе пути в 730 шагов соответствует кратчайший маршрут от ворот дома Раскольникова до этого здания: направо по Средней Мещанской улице до Вознесенского моста, по мосту через Екатерининский канал, затем направо по набережной и поворот налево в Среднюю Подьяческую. При том на протяжении романного действия герой ни разу не проходит этой дорогой — направляясь «делать пробу», он идёт непрямым путём к К—ну мосту, путь на «само дело» также строится «в обход» — по Садовой, «мимо Юсупова сада».
Б. Н. Тихомиров указывает на совпадение части пути Раскольникова на убийство с маршрутом, неоднократно совершаемым Достоевским при посещении издателя Ф. Т. Стелловского летом 1865 года, незадолго до начала работы над романом. Используя сложное материальное положение писателя, Стелловский заключил с ним контракт на издание его собрания сочинений на очень невыгодных для автора условиях. Из дома на углу Столярного переулка и Малой Мещанской улицы, где Достоевский жил в 1864—1867 годах, он шёл через Кокушкин мост, затем поворачивал направо по Садовой улице, на пересечении которой с Екатерингофским проспектом, в доме 49 напротив Юсупова сада, жил издатель. Герой
романа проходил мимо и направлялся дальше — к Екатерининскому каналу.
Согласно указанию Б. В. Федоренко, окрестности дома не вполне соответствуют очерченному в романе маршруту Раскольникова после убийства — выйдя из ворот, герой поворачивает по улице налево, доходит до переулка, поворачивает в него и по переулку выходит на канал:

Быстро прошёл он подворотню и повернул налево по улице. <…> Наконец вот и переулок; он поворотил в него полумёртвый; тут он был уже наполовину спасён и понимал это: меньше подозрений, к тому же тут сильно народ сновал, и он стирался в нём, как песчинка. <…> «Ишь нарезался!» — крикнул кто-то ему, когда он вышел на канаву. 
 Он плохо теперь помнил себя; чем дальше, тем хуже. Он помнил, однако, как вдруг, выйдя на канаву, испугался, что мало народу и что тут приметнее, и хотел было поворотить назад в переулок. Несмотря на то что чуть не падал, он все-таки сделал крюку и пришёл домой с другой совсем стороны.
— Ф. М. Достоевский. Преступление и наказание. Ч. I, гл. 7
.
Переулков в реальных окрестностях дома нет. Одни ворота выходят на набережную канала, другие — на Среднюю Подьяческую улицу, находящуюся в излучине канала, и ведущую на набережную при движении в любую сторону от дома.
По указанию Б. В. Федоренко, адрес не соотносится с местом расследования преступления — дело расследуется в той полицейской части, где квартировал Раскольников — то есть Казанской (бывш. 2-й Адмиралтейской), соответственно, жертвы должны были проживать в границах этой части. По административному делению Петербурга на июль 1865 года, указанный дом располагался на территории Спасской (бывш. 3-й Адмиралтейской) полицейской части.

## Художественная и реальная топография

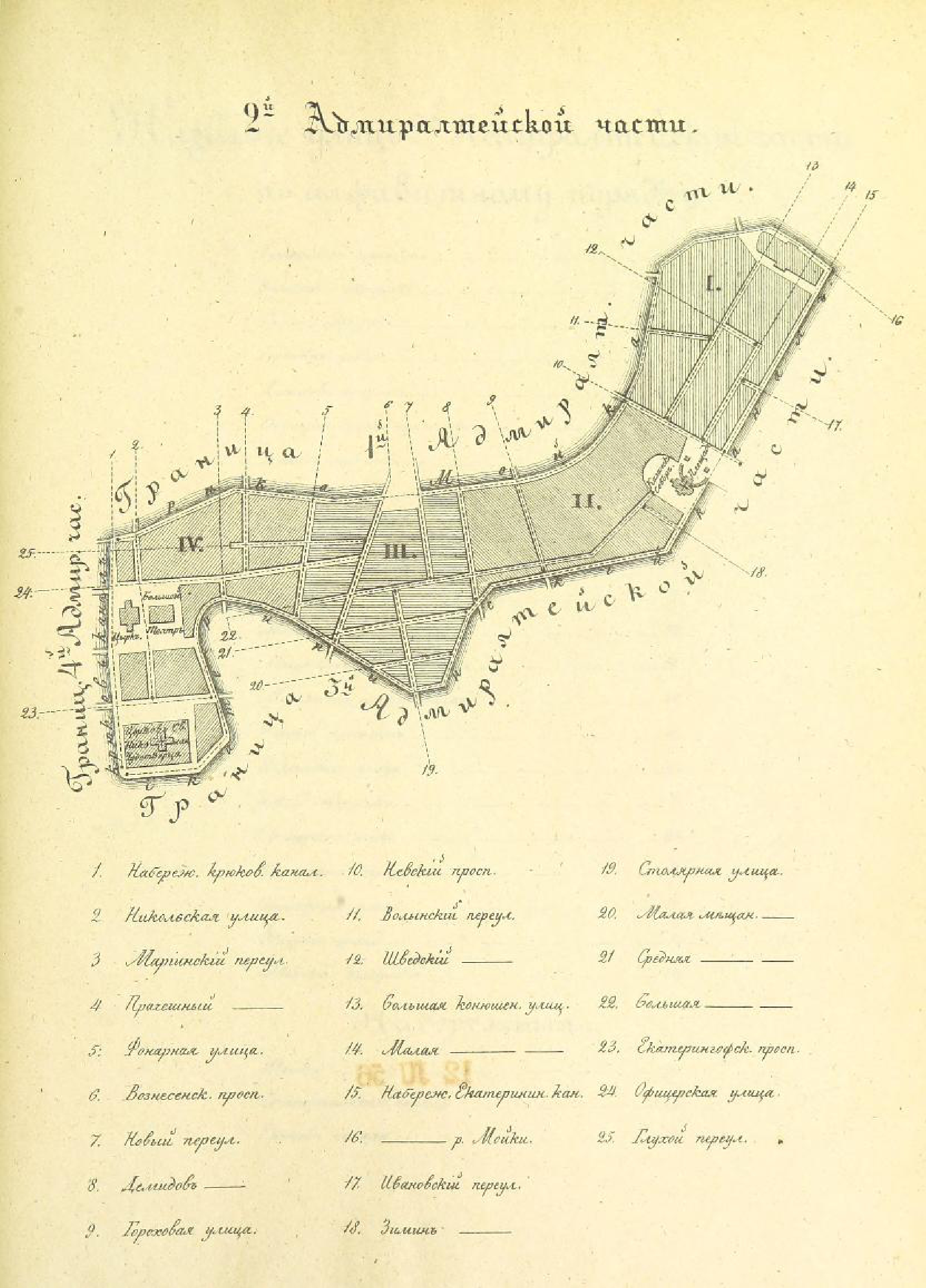
Карта 2-й Адмиралтейской (с 1865 — Казанской) части, составленная Н. И. Цыловым. 1849

Подходы исследователей к анализу художественной топографии «Преступления и наказания» расходятся. Согласно В. Е. Холшевникову, описанные в романе городские пейзажи характеризует «чрезвычайная топографическая точность», на «усиленные поиски» Достоевским «топографической достоверности» указывал Д. С. Лихачёв. Ряд исследователей усматривает в романной топографии двойственность: одни полагают её случайной, другие — намеренной. Отмечая, что Достоевский «скрупулёзно точен локально, в каждом эпизоде, но сведённые воедино указания противоречат друг другу», К. А. Кумпан и А. М. Конечный выделили в романе тенденцию к «деконкретизации и сдвигу реальной топографии». Полемизируя с ними, Лихачёв объяснял топографическую неоднозначность романа, напротив, стремлением Достоевского к точности, полагая, что «автору невозможно было запомнить и повторить все те точные, в смысле количества шагов, поворотов и переходов, указания, которые он столь часто делал…». По мнению Б. Н. Тихомирова, «принцип неопределённости» введён Достоевским намеренно, во избежание соотнесения художественного образа пристава следственных дел конкретной полицейской части Порфирия Петровича с реальным официальным лицом.
Согласно Тихомирову, ряд топографических указаний в романе характеризуется «неустранимой двойственностью», заключающейся в соответствии описанных в романе деталей одновременно разным петербургским реалиям. К таким противоречиям относятся нахождение домов Раскольникова и Алёны Ивановны в одной и разных полицейских частях, двойственное расположение «конторы» относительно домов героев и др. При переходе Кокушкина моста Раскольников пересекает канал, служивший границей Казанской и Спасской полицейских частей, что указывает на проживание героев в разных частях города. Расследование должно проводиться в той части, где произошло убийство — то есть Спасской. Связанная со взысканием долга квартирной хозяйке повестка должна была поступить Раскольникову из конторы квартального надзирателя по месту его проживания, относящемуся к 3-му кварталу Казанской части. Согласно реплике письмоводителя конторы Заметова, «…в нашей-то части, старуху-то убили» (ч. II, гл. 6), в этой же части было совершено убийство. Указание на то, что контора «только что переехала на новую квартиру, в новый дом» соответствует реальному переезду полицейской конторы 3-го квартала Казанской части с Большой Мещанской, 47 (где, согласно справочникам, она находилась осенью 1864 года) на набережную Екатерининского канала, 67 (адрес на 1865—1866 годы) и расстоянию от дома Раскольникова «с четверть версты», но путь туда из Столярного переулка не пролегает мимо «поворота во вчерашнюю улицу» и увидеть «тот дом» ни с одной точки обзора в границах 3-го квартала Казанской части нельзя. Маршруту от дома Раскольникова мимо «вчерашней улицы» и расположению относительно места преступления соответствует контора 6-го квартала Спасской части, находившаяся на Большой Подьяческой, 35, но её местонахождение противоречит указанному расстоянию в «четверть версты» от дома Раскольникова и т. д.

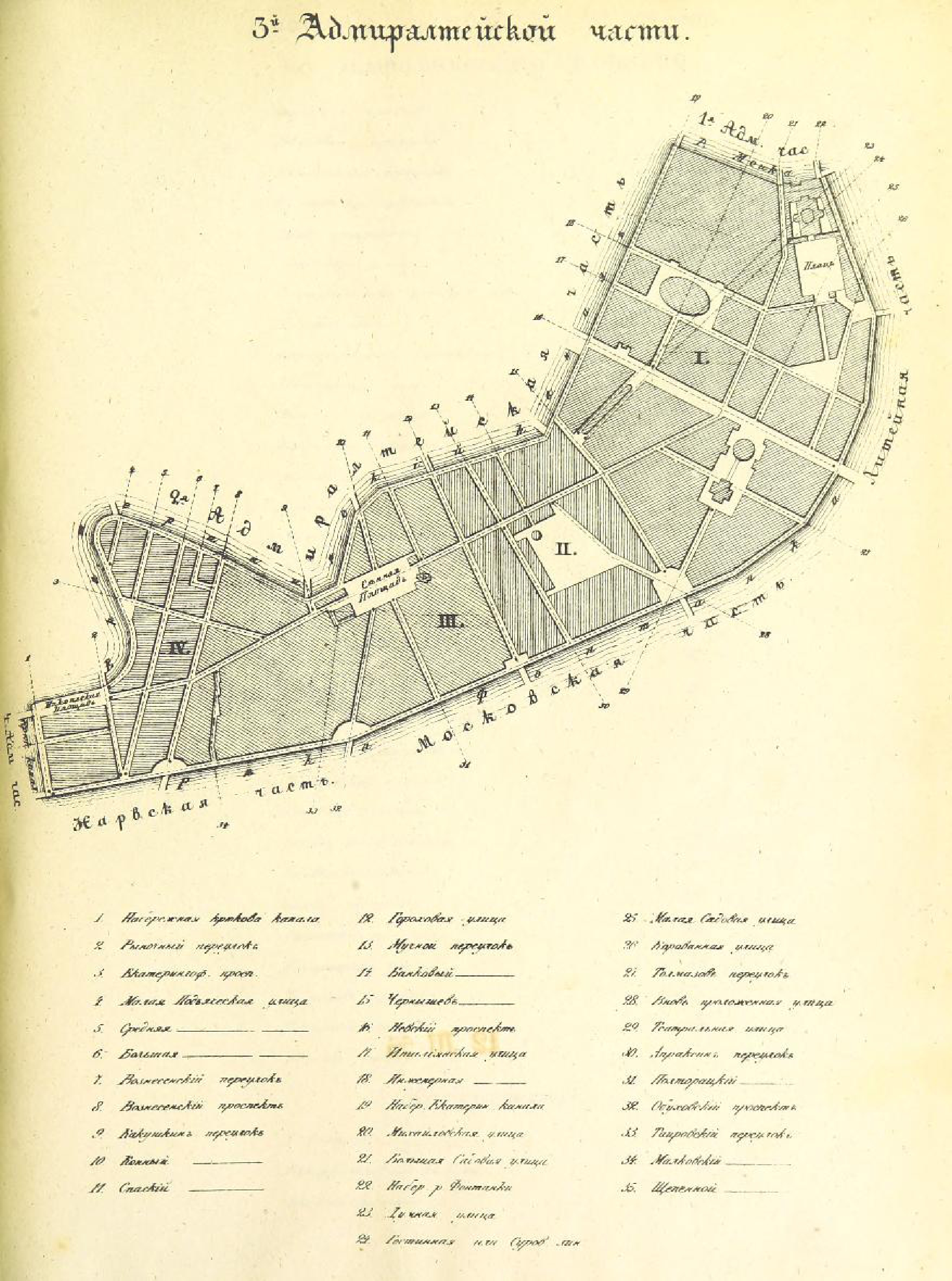
Карта 3-й Адмиралтейской (с 1865 — Спасской) части, составленная Н. И. Цыловым. 1849

Анализируя разные версии возможного местонахождения дома старухи-процентщицы и жилищ других героев, ряд исследователей отмечают неразрешимость противоречий, возникающих при попытках соотнесения художественной топографии романа с реальным Петербургом середины 1860-х годов. Согласно Ю. А. Ракову, литературные образы домов в романе, как и образы персонажей, имеют по несколько прототипов:

Ни с рулеткой, ни с шагомером… подходить к топографии романа нельзя. Остаётся тайна, которую нам до конца не разгадать. Кажущаяся лёгкость узнавания оборачивается разветвлённым поиском новых адресов.

Поиски этого и других литературных адресов послужили исследователям источником наблюдений, связанных со спецификой художественного образа города в «Преступлении и наказании», характеризующегося одновременно узнаваемостью и искажением локальных реалий и примет времени, взаимопроникновение которых создаёт «особый „фантастический“ колорит Петербурга Достоевского».

## Комментарии
1. ↑  По указанию Б. Н. Тихомирова, из 23 упоминаний в романе единственный раз «канава» названа Екатерининским каналом (ч. II, гл. 2)[3].
2. 1 2  Б. Н. Тихомиров указывает на допущенную в издании ошибку: «В книге по небрежности напечатано: «…на левом углу Садовой и Никольского рынка». <…> Адрес Никольского рынка, расположенного за Никольским переулком, — Садовая ул., № 62/1»[29].
3. ↑  Исторический адрес «дома Валька» — 4-й квартал 3-й Адмиралтейской части, № 228 (с 1822 года дом значился под № 279[11].
4. ↑  С. Н. Бегичев писал: «…известно мне, что план этой комедии был сделан у него ещё в Петербурге 1816 года, и даже написаны были несколько сцен; но не знаю, в Персии или в Грузии, Грибоедов во многом изменил его и уничтожил некоторые действующие лица <…> и вместе с этим выкинуты и написанные уже сцены»[11][48].
5. ↑  По наблюдению Ю. А. Ракова, Достоевский имел «пристрастие» к угловым домам — сам часто жил в них и поселял в угловые дома (часто находившиеся неподалёку) своих героев[55].
6. ↑  Позднее Достоевский вспоминал о тех временах: «К этому контракту принудил меня Стелловский силою, пустив на меня тогда (через Бочарова) векселя Демиса и Гаврилова и грозясь засадить меня в тюрьму, так что уж и помощник квартального приходил ко мне для исполнения»[57]
7. ↑  Коллежские асессоры Н. А. Лоссовский (Казанская часть) и И. А. Куприянов (Спасская часть)[65].
8. ↑  Б. В. Федоренко и Б. Н. Тихомиров указывают на распространённую в ряде комментариев ошибку — неразличение контор квартального надзирателя и полицейской части (напр., Анциферов, 1923, с. 98, Белов, 1985, с. 107, 126 и др.). В 1865 году контора 3-го квартала Казанской части находилась на набережной Екатерининского канала, 67, съезжий дом Казанской части — на набережной Екатерининского канала, 101 / Офицерская, 28. Контора надзирателя 6-го квартала Спасской части находилась по адресу: Большая Подьяческая, 35, здание съезжего дома Спасской части — на Большой Подьяческой, 26[33][67][68].